# Toshiaki Haji
Toshiaki Haji (født 28. august 1978) er en tidligere japansk fodboldspiller.
Han har spillet for flere forskellige klubber i sin karriere, herunder Tokushima Vortis og Ventforet Kofu.